# Lysandra aurescens
Lysandra aurescens är en fjärilsart som beskrevs av Tutt 1909. Lysandra aurescens ingår i släktet Lysandra och familjen juvelvingar. Inga underarter finns listade i Catalogue of Life.